# TAP Air Portugal

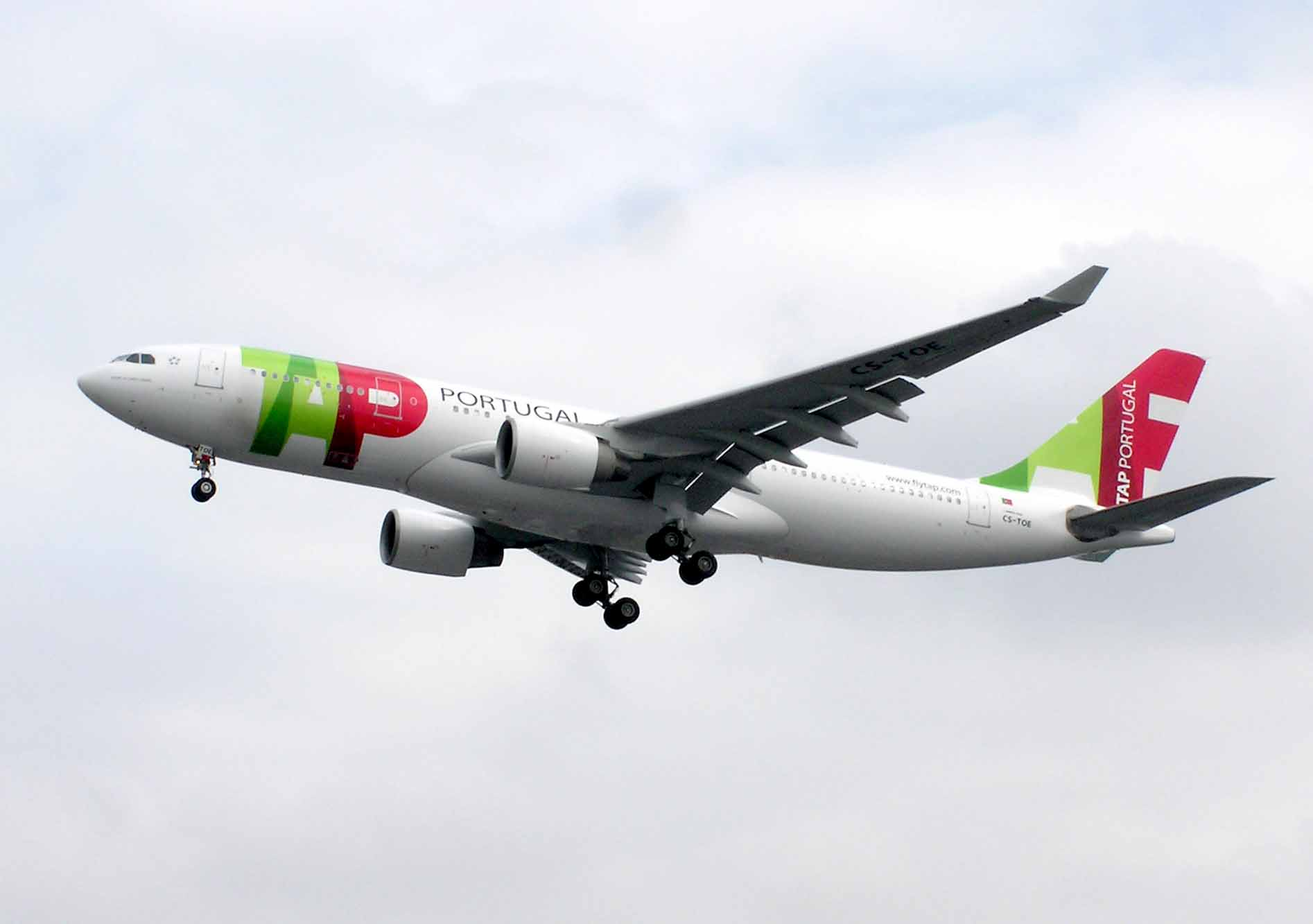
Un Airbus A330-200 de TAP Portugal

TAP Portugal (Transportes Aéreos Portugueses), és la principal aerolínia de Portugal. Fundada el 14 de març de 1945, és membre del grup Star Alliance. Les seves destinacions principals són cap a Europa, Àfrica i Amèrica del Sud.